# Eric Clapton's Rainbow Concert
《Eric Clapton's Rainbow Concert》는 에릭 클랩튼의 라이브 음반으로 1973년 1월 13일 런던의 레인보우 시어터에서 녹음되어 그해 9월에 발매되었다. 같은 날 저녁 2시인 이 콘서트는 더 후의 피트 타운젠드가 주최했으며 1971년 8월 콘서트 포 방글라데시에서의 공연으로 인해 2년간의 활동을 중단한 후 클랩튼에 의해 컴백했다. 타운젠드와 함께 클랩튼을 지지하는 뮤지션으로는 스티브 윈우드, 로니 우드, 짐 카팔디가 있다. 레인보우에서 열린 두 쇼에 이어 그 해에 클랩튼은 헤로인 중독에서 회복하여 《461 Ocean Boulevard》를 녹음했다.
콘서트 22주년인 1995년 1월 13일에 리마스터드된 확장판이 발매되었다.

## 배경
이 콘서트는 1973년 1월 13일 런던 북부의 핀즈베리 공원의 레인보우 시어터에서 열렸다. 이 장소는 1960년대와 1970년대 초에 인기가 있었다. 비틀즈, 딥 퍼플, 핑크 플로이드, 제쓰로 툴, 퀸과 같은 음악가들이 그곳에서 공연을 했다. 이 콘서트는 로니 레인의 모바일 스튜디오를 사용하여 녹음되었다.

## 반응
| 전문가 평가              | 전문가 평가 |
| 평가 점수                | 평가 점수   |
| 출처                     | 점수        |
| ------------------------ | ----------- |
| AllMusic                 | [ 2 ]       |
| Christgau's Record Guide | C–          |

회고적인 리뷰에서 올뮤직은 이 음반을 "다른 음반에서 더 좋은 곡들을 찾을 수 있지만, 적절한 라이브 문서"로 간주했다. 평론에서는 또한 이 공연이 앙상블의 노력이었으며, 클랩튼에 못지 않게 스티브 윈우드의 쇼케이스라는 점에 주목했다.

## 곡 목록
| #  | 제목                     | 작사·작곡                | 재생 시간 |
| -- | ------------------------ | ------------------------ | --------- |
| 1. | 〈Badge〉                | 에릭 클랩튼, 조지 해리슨 | 3:32      |
| 2. | 〈Roll It Over〉         | 클랩튼, 바비 휘틀록      | 6:43      |
| 3. | 〈Presence of the Lord〉 | 클랩튼                   | 5:37      |

| #  | 제목               | 작사·작곡                | 재생 시간 |
| -- | ------------------ | ------------------------ | --------- |
| 1. | 〈Pearly Queen〉   | 짐 카팔디, 스티브 윈우드 | 7:00      |
| 2. | 〈After Midnight〉 | J. J. 케일               | 5:12      |
| 3. | 〈Little Wing〉    | 지미 헨드릭스            | 6:32      |